# Гута-Мазовшанська
Гута-Мазовшанська (пол. Huta Mazowszańska) — село в Польщі, у гміні Коваля Радомського повіту Мазовецького воєводства.
Населення — 574 особи (2011).
У 1975-1998 роках село належало до Радомського воєводства.

## Демографія
Демографічна структура станом на 31 березня 2011 року:
|          | Загалом | Допрацездатний вік | Працездатний вік | Постпрацездатний вік |
| -------- | ------- | ------------------ | ---------------- | -------------------- |
| Чоловіки | 294     | 92                 | 185              | 17                   |
| Жінки    | 280     | 88                 | 158              | 34                   |
| Разом    | 574     | 180                | 343              | 51                   |